# La Masó (kommun)
La Masó är en kommun i Spanien.   Den ligger i provinsen Província de Tarragona och regionen Katalonien, i den östra delen av landet, 400 km öster om huvudstaden Madrid. Antalet invånare är 296. Arean är 3,6 kvadratkilometer. La Masó gränsar till Valls, Vallmoll, El Rourell, Alcover och El Milà. 
Terrängen i La Masó är platt.